# Bečej
Bečej (v srbské cyrilici Бечеј; maďarsky Óbecse) je město v srbské Vojvodině na řece Tise, na hranici mezi regiony Banátu a Bačky. V roce 2011 mělo město 23 985 obyvatel. Administrativně je součástí Jihobačského okruhu.
Obyvatele města tvoří Srbové a Maďaři, přibližně v poměru 1:1.

## Historie
Oblast byla osídlena již v pravěku, což dokládají nálezy z období neolitu. Sarmati a Avaři zde pak zanechali svá pohřebiště. V 8. a 9. století se v oblasti nacházelo několik vesnic, jejichž pozůstatky byly nalezeny při vykopávkách
Město je poprvé připomínáno k roku 1091; vzniklo z podhradí, které se postupně vytvářelo okolo ostrova na řece Tisa, kde se nacházela středověká pevnost. Jeho název se nejspíše vyvinul od jména uherských šlechticů, kterým patřily okolní pozemky. Původní sídlo se nalézalo ale několik kilometrů od centra současného Bečeje.
Až do roku 1551 bylo součástí Uherska (po nějakou dobu se jej zmocnil srbský vládce Đurađ Branković), a hned záhy postupující Osmanská říše. Po podpisu Karlovického míru v roce 1699 a ústupu Turků se stalo součástí tzv. Vojenské hranice (též známé jako Krajina) v příhraničí Habsburské monarchie (později Rakousko-Uherska). Přišla sem řada srbských osadníků v souvislosti se znovuosidlováním Dolních Uher po turecké okupaci. V rámci smlouvy s Turky byla stržena původní pevnost. Původní maďarský název v této době zněl Bécse Sánc (Bečejská šance). 
Roku 1703 získalo první školu se srbským vyučovacím jazykem a v roce 1765 s jazykem maďarským. Až do roku 1745 (kdy jej nechala zrušit císařovna Marie Terezie) zde sídlil hraničářský pluk.
V revolučním roce 1848 zde probíhaly střety mezi maďarskými vzbouřenci, srbskými povstalci a Jelačićovým vojskem.
V roce 1854 zde vypukl rozsáhlý požár, kterému padlo za oběť 200 místních domů.
Od roku 1918 bylo město součástí Království Srbů, Chorvatů a Slovinců a později Jugoslávie. Nejprve v rámci ní spadala pod Bělehradský okruh, poté pod dunajskou bánovinu. Dnes je součástí Srbska. Průmyslové podniky zde vznikly v meziválečném období.

## Kultura a kulturní památky

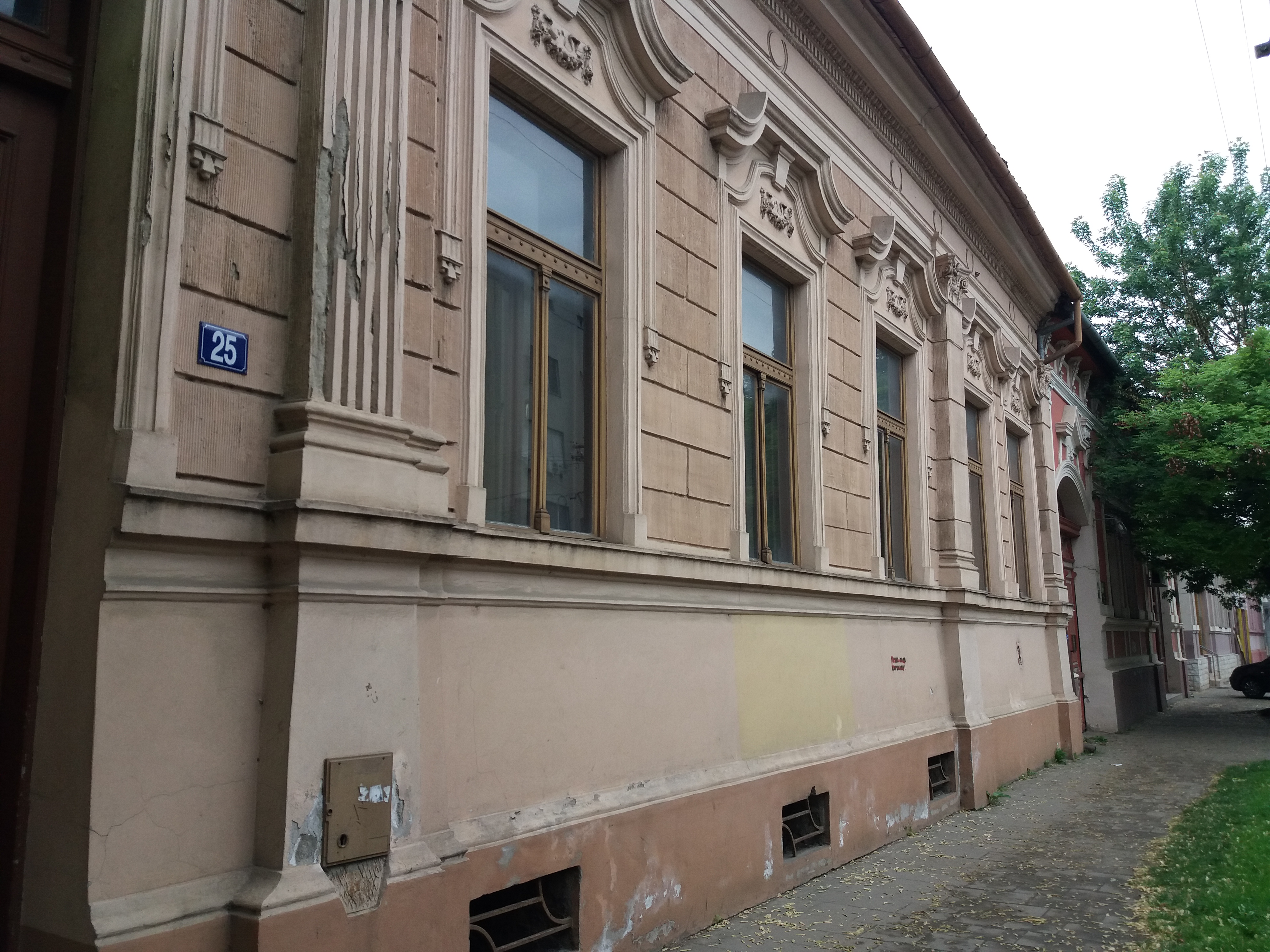
Městské muzeum v Bečeji.

Nedaleko Bečeje se nachází Zámek Fantast. Ve městě působí také knihovna (založena v roce 1863) a sídlí zde městské muzeum (srbsky Gradski muzej Bečej). Mezi kulturní akce ve městě patří tzv. Květnové hry (srbsky Majske igre).
Místní pravoslavný kostel je zasvěcen svatému Jiří (srbsky Sveti Đorđe). Mezi další památky patří památník krále Petra I. Karađorđeviće (král sjednotitel).

## Doprava
Městem prochází západo-východním směrem silnice celostátního významu č. 15, která napojuje Bečej na města Srbobran a Vrbas na západě a na města Novi Bečej a Kikinda na východě. V témže směru by ji měla doplnit výzhledově nová dálnice s neformálním názvem Úsměv Vojvodiny (srbsky Osmeh Vojvodine). Místní autobusová dopravní společnost nese název Bečejprevoz.
Bečej je regionálním železničním uzlem. Lokální trati, které byly vybudovány za doby existence Rakousko-Uherska, vedou do Kikindy, Žabalje (a dále do Nového Sadu) a Srbobranu. Provoz je udržován jen na velmi malé části z nich, např. do Kikindy.
Z jižní strany ústí do Tisy na okraji města také Velký báčský kanál. 

## Významní rodáci
- Melinda Nadjová Abonjiová, německy píšící spisovatelka
- Mór Than (1828–1899), malíř

## Partnerská města
- Galanta, Slovensko